# Aysenoides
Aysenoides là một chi nhện trong họ Anyphaenidae.